# 国立科学技术大学

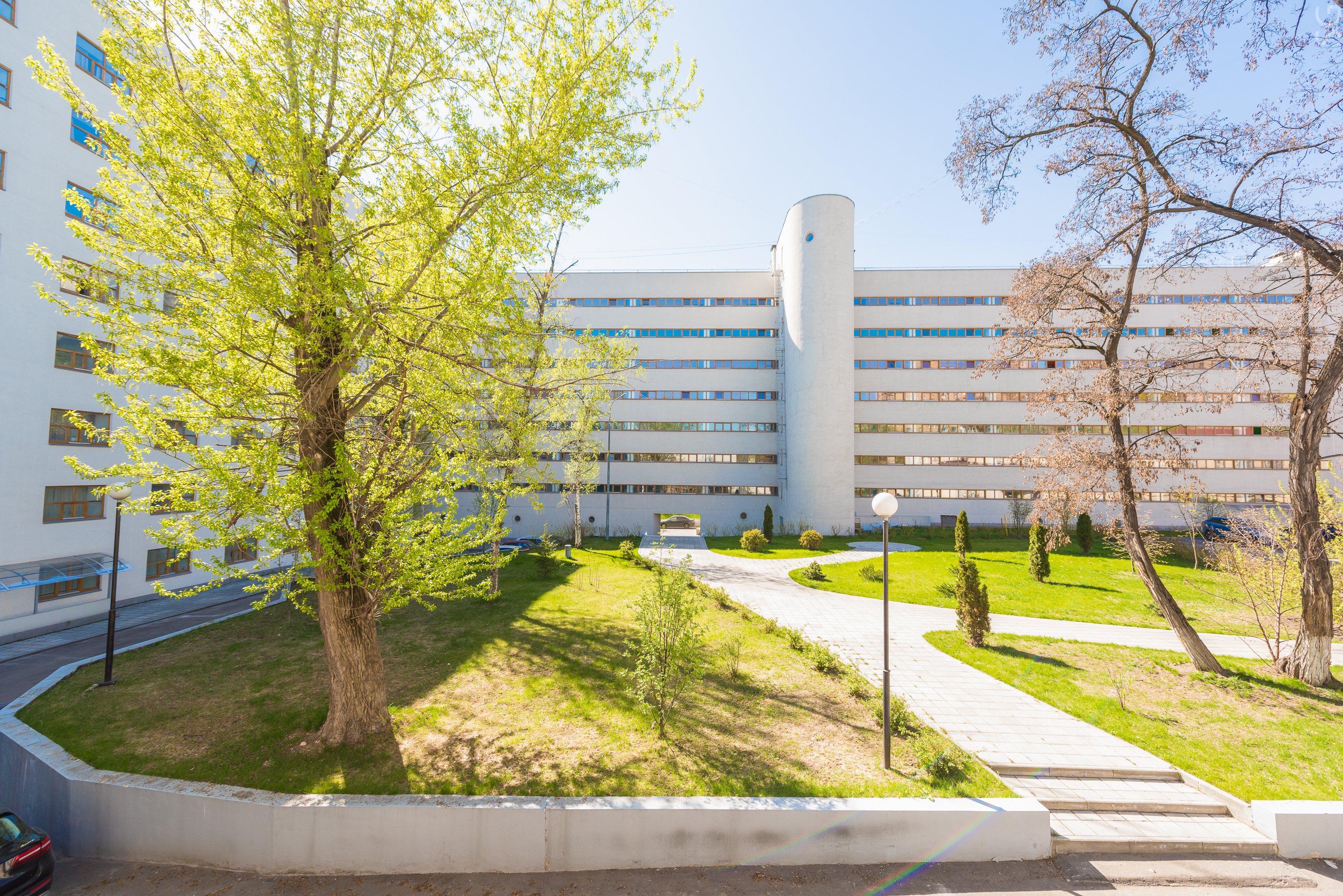
校园景色

国立科学技术大学（俄语：Национальный исследовательский технологический университет МИСиС），简称，是俄罗斯的一所国立研究型高等院校，也是中俄工科大学联盟俄方成员之一。前身是莫斯科钢铁学院。
它在2019年度“俄罗斯最佳高校”竞选中名列第三。

## 历史沿革
该校最早可以追溯到成立于1918年的莫斯科矿业学院冶金系。1930年，根据最高国民经济会议的命令，冶金系的一部分单独分离出来独立办学，当时名为莫斯科钢铁学院。1944年，获授劳动红旗勋章。1962年，改称莫斯科国立钢铁合金学院。1980年，获授十月革命勋章。1993年，改组为莫斯科国立钢铁合金学院。2008年10月，获得“国立研究型技术大学”地位，成为俄罗斯国内首位获此殊荣的高等院校。2014年，吸收合并莫斯科国立矿业大学，成立矿业学院。

## 院系设置
目前设有九所院系，六所分校：
- 矿业学院（前身是莫斯科国立矿业大学，2014年正式并入）
- 基础教育学院
- 商业信息系统学院
- 信息技术和自动化控制系统学院
- 高等教育质量学院
- 继续教育学院
- 新材料及纳米材料学院
- 工业企业经济管理学院
- 环境与工程学院[3]
- 以乌加罗夫命名的旧奥斯科尔技术大学（位于别尔哥罗德州舊奧斯科爾）
- 新特羅伊茨克分校 (位于奧倫堡州新特羅伊茨克）
- 維克薩分校（位于下诺夫哥罗德州維克薩）
- 古布金分校（位于别尔哥罗德州古布金）
- 杜尚别分校（位于塔吉克斯坦杜尚别）
- 阿尔马雷克分校（位于乌兹别克斯坦阿尔马雷克）

## 科研成果
2018年，开发出一种可以解决印制电路板运行时的过热问题的新材料。2019年，开发出一种耐高温的核反应堆控制棒外壳新三层合金新材料。